# 光徳牧場
光徳牧場（こうとくぼくじょう）は、栃木県日光市中宮祠にある牧場。

## 歴史
1897年（明治30年）創立。日光の光と創立者の吉田徳三郎の徳をとり、光徳牧場と命名した。徳三郎が1942年に急逝すると、妻のミヨが牧場を継承した。昭和50年代（1975年 - 1984年）までは牧場内にミルクプラントを置いていたが、その後、加工を関東牛乳に委託し、同社が廃業した2004年以降は栃木乳業に切り替えた。2019年に牛の飼育と放牧を辞め、以降はアイスクリームを販売する売店営業のみとなっていた。牧場の運営会社である有限会社光徳牧場（正式な表記は「光德牧場」）は、2023年3月に清算された。ウシの飼育を中断するまでは、休業する冬季を除き、牛や馬の放牧を行い、新鮮な牛乳が飲めた。
2021年5月に東武興業が承継し、国際エコリゾート日光の観光拠点として同年7月1日にリニューアルオープンし牛の放牧を再開することを東武鉄道が2024年6月27日に発表した。レストランは牧場に先立ち、6月27日に先行開業した。牧場再開時は大笹牧場の協力を得て、ブラウンスイス種のウシ5頭を飼育し、そのうちの一部を放牧した。

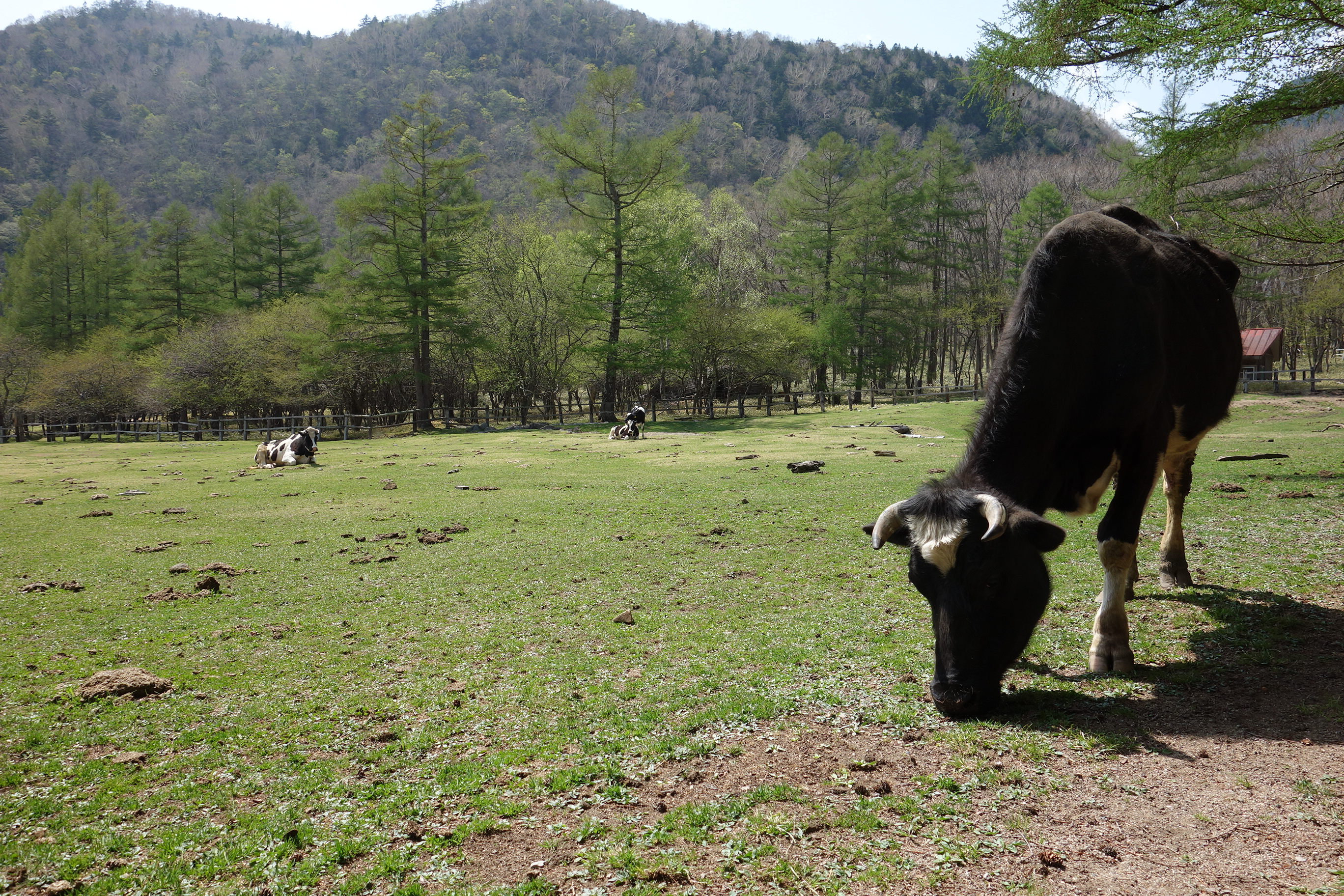
放牧中のウシ（2013年）
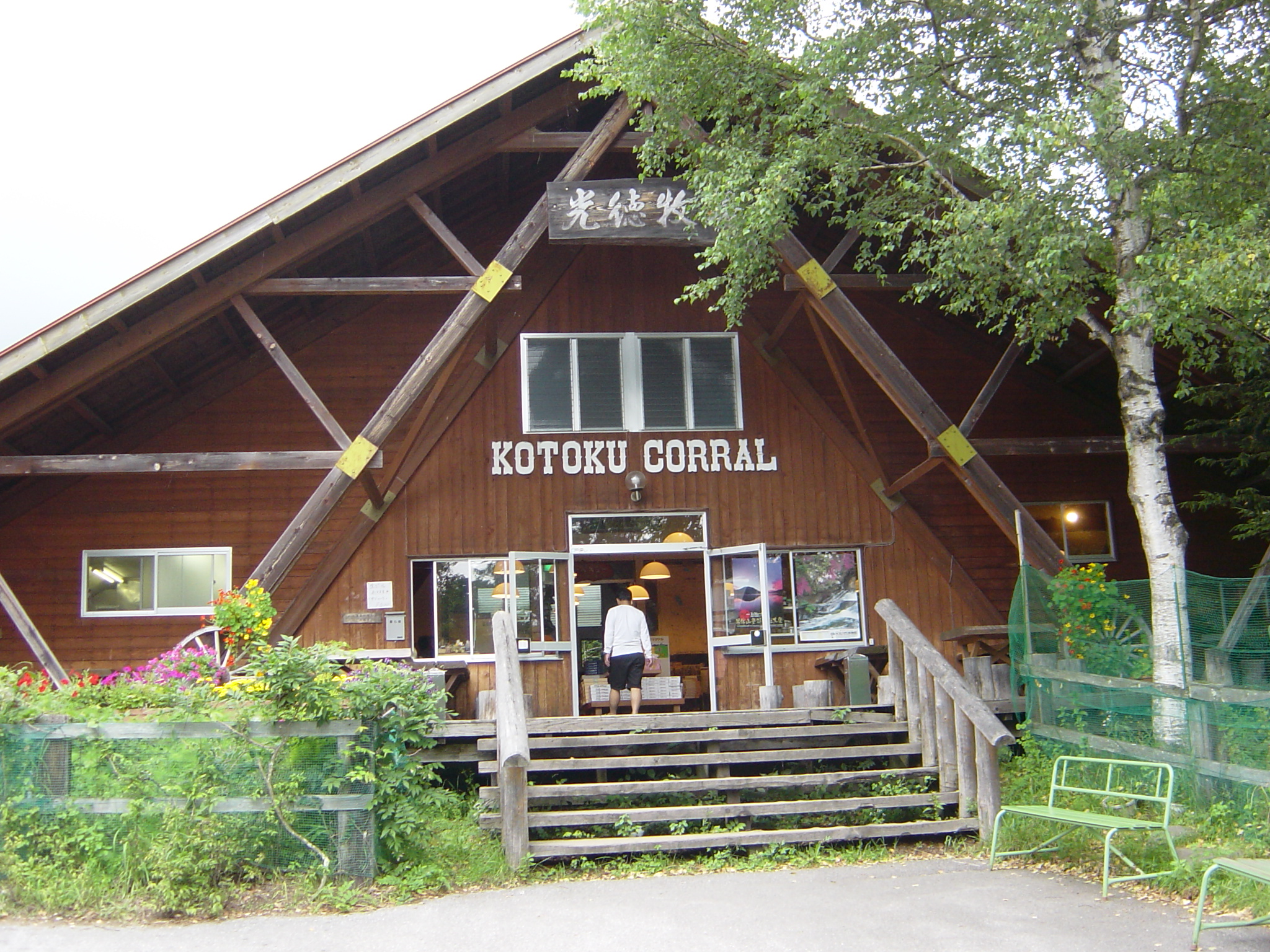
レストラン（2008年）

## 場内・周辺
牧場は、牧草地・牛舎・レストランで構成され、周囲をカラマツやシラカンバ林に包まれている。レストランはかつて修学旅行生向けの営業であったが、2024年の再開後は一般向けにも営業している。駐車場と公衆トイレが有り、光徳温泉が隣接しているので小規模の観光地となっているほか、切込湖・刈込湖を経由して湯元温泉へ行くコースや戦場ヶ原周辺コースなど、ハイキングコースの起終点、太郎山登山のベースにもなっている。

## 光徳クロスカントリースキー場
冬季はクロスカントリースキーも行われている。12月下旬から3月下旬まで開設され、1kmから15kmまでの7コースあり、うち5kmコースは全日本スキー連盟A級公認である。その後1km、3km、5km、5km競技、10kmの5コースに整理された。用具のレンタル受付は日光アストリアホテルが担っていて、各コースのスタート地点にもなっている。

## 光徳沼
光徳牧場の散策路にある周囲約300m、深さ約1mの沼。周辺にはズミの大木が多い。沼から戦場ヶ原へ逆川沿いに遊歩道が設けられている。

## 交通アクセス
- 国道120号から東へ1.5km
- 日光線日光駅または東武日光線東武日光駅前より東武バス日光の光徳温泉経由湯元温泉行で、光徳温泉バス停下車[12]、徒歩5分程度。